# Designaustria
Designaustria, Eigenschreibweise designaustria ist eine österreichische Organisation und Berufsverband. Im Jahre 1927 gegründet, ist es die älteste Vertretung für Design in Österreich. In Europa gilt Designaustria als drittälteste Designorganisation nach dem finnischen Verband Ornamo (1911) sowie dem deutschen BDG (1919). 
Ziel des Vereins ist die Qualitätssicherung, Bewusstseinsbildung, Professionalisierung und den Standard für professionelle Berufsethik und -praxis in der Designbranche anzuheben. Der Verein bietet Wissensvermittlung und Interessenvertretung für seine Mitglieder. Derzeit sind mehr als 1300 Mitglieder in verschiedenen Sparten und Expertenclustern organisiert.

## Geschichte
Der Verein wurde 1927 als Bund Österreichischer Gebrauchsgraphiker – BÖG gegründet. Damals begann sich die angewandte Grafik als »Gebrauchsgrafik« aus der freien Kunst als eigene Disziplin herauszubilden. Die internationale Festigung des Begriffes »Grafik-Design« als Bezeichnung für eigenschöpferische Gestaltung auf diesem Gebiet führte 1985 zur Umbenennung in Grafik-Design Austria – GDA und 1992, um die Interessen des Designer-Berufsstandes umfassend vertreten zu können, in designaustria – DA.
Seit der Gründung zählten schöpferisch tätige Gestaltende wie Joseph Binder, Herbert Bayer, Margit Doppler-Kováts, Otto Exinger, Hans Fabigan, F.A. Porsche, Hanns Wagula und Illustratoren wie Alfred Kubin und Typografen wie Rudolf von Larisch und Herta von Larisch (geb. Ramsauer) zu den Mitgliedern. Heute setzen Designer wie Stefan Sagmeister, Cordula Alessandri und Henry Steiner diese Tradition fort. Die Geschichte des Verbandes wurde in den Bänden der Serie »Design in Österreich« aufgearbeitet:
- Band 1: Christian Maryška: »Kunst der Reklame – Die Geschichte des Bundes österreichischer Gebrauchsgraphiker von den Anfängen bis zur Wiedergründung 1926–1946«
- Band 2: Anita Kern: »Österreichisches Grafikdesign im 20. Jahrhundert«
- Band 3: Heidelinde Resch: »14 Grafikerinnen im Wien des 20. Jahrhunderts«
- Band 4: Christian Thomas: »Austrian Brand Stories – Österreichische Markengeschichten«

Seit 1996 wird alle zwei Jahre der Joseph Binder Award im Bereich Grafikdesign und Illustration vergeben. Der Award wird im Zweijahresrhythmus ausgeschrieben. Zum Vorstand des Vereins gehören seit 2023 Sigrid Bürstmayr, Thomas Feichtner, Alice Liechtenstein, David Jablonski und Bettina Steindl. Designaustria ist Unterstützer des Fulbright Austria Programms.